# Entité économique
 (novembre 2023).
Si vous disposez d'ouvrages ou d'articles de référence ou si vous connaissez des sites web de qualité traitant du thème abordé ici, merci de compléter l'article en donnant les références utiles à sa vérifiabilité et en les liant à la section « Notes et références ».
En comptabilité, une entité économique est l'une des hypothèses généralement acceptée dans les principes comptables. Grossièrement, toute organisation publique ou privée, ou tout individu, est une entité économique.
Selon cette hypothèse, il est important de séparer dans la comptabilité les activités de l'entité de celles de son éventuel propriétaire ou des autres entités de l'économie.